# Nyíregyháza
Nyíregyháza (pronunciado /ˈɲiː.rɛc.haː.zɒ/ (escucharⓘ); en rumano: Mestecănești; en alemán: Birkenkirchen) es una ciudad situada en el noreste de Hungría, en la Gran Llanura Septentrional. Es la capital del condado de Szabolcs-Szatmár-Bereg. Es una de las ciudades más importantes del norte de Hungría, ya que cuenta con una población de 117 000 habitantes.

## Ciudades hermanadas
Nyíregyháza está hermanada con:
- St Albans (Inglaterra)
- Rzeszów (Polonia)
- Iserlohn (Alemania)
- Kajaani (Finlandia)
- Užhorod (Ucrania)
- Satu Mare (Rumania)
- Prešov (Eslovaquia)
- Qiryat Motzkin (Israel)